# Aeschynanthus dischorensis
Aeschynanthus dischorensis är en tvåhjärtbladig växtart som beskrevs av Rudolf Schlechter. Aeschynanthus dischorensis ingår i släktet Aeschynanthus och familjen Gesneriaceae. Inga underarter finns listade i Catalogue of Life.